# 棱枝树萝卜
棱枝树萝卜（学名：Agapetes angulata），为杜鹃花科树萝卜属下的一个植物种。